# Barydesmus stenopterus
Barydesmus stenopterus är en mångfotingart som först beskrevs av Henri W. Brölemann 1905.  Barydesmus stenopterus ingår i släktet Barydesmus och familjen Platyrhacidae. Inga underarter finns listade i Catalogue of Life.